# Площадь Максима Горького (Нижний Новгород)
Пло́щадь Макси́ма Го́рького — одна из центральных площадей Нижнего Новгорода. Находится на пересечении улиц Большая Покровская и Максима Горького.
Площадь названа в честь писателя Максима Горького.
В центре площади устроен сквер.

## История
Возникновение площади связано с градостроительными преобразованиями Нижнего Новгорода 1830—1840-х годов. 30 июня 1833 года под руководством академика архитектуры Ивана Ефимова начала свою деятельность Строительная комиссия Нижегородской губернии, а летом 1834 года город посетил император Николай I. Нижегородский губернатор Михаил Бутурлин обратил внимание правителя на трудности жизни города в период работы Нижегородской ярмарки по причине неразвитости городской транспортной сети. Ефимов ещё в плане 1824 года предлагал возможные пути решения данных проблем. Для развития этих идей император приказал кардинально перестроить Нижний Новгород. Для реализации обширной программы переустройства 10 августа 1836 года был основан Строительный комитет, председателем которого был назначен инженер Пётр Готман.
В ходе строительных преобразований на месте старых канатных заводов в 1834—1839 годах Ефимовым и Готманом была спроектирована Новая площадь. При этом также было предусмотрено спрямление улицы Большой Покровской и её продление до Крестовоздвиженского монастыря, возведение земляной дамбы и благоустройство располагавшихся вблизи площади Покровских прудов. Красные линии площади разбил в 1842 году городовой архитектор Георг Кизеветтер.
Территория площади на тот момент представляла собой заболоченное и овражистое пространство, нивелировка которого потребовала значительных средств, времени и усилий различных специалистов. Первоначально земляные работы проводил архитектор Лев Фостиков, а затем архитекторы Николай Фрелих и Иван Небольсин. Уже в 1860-х годах по указу городского главы Василия Мичурина для засыпки неровной поверхности площади застройщикам окрестных улиц предписывалось свозить на неё мусор и землю. Тогда же предлагалось замостить площадь булыжником и организовать на ней городской базар.

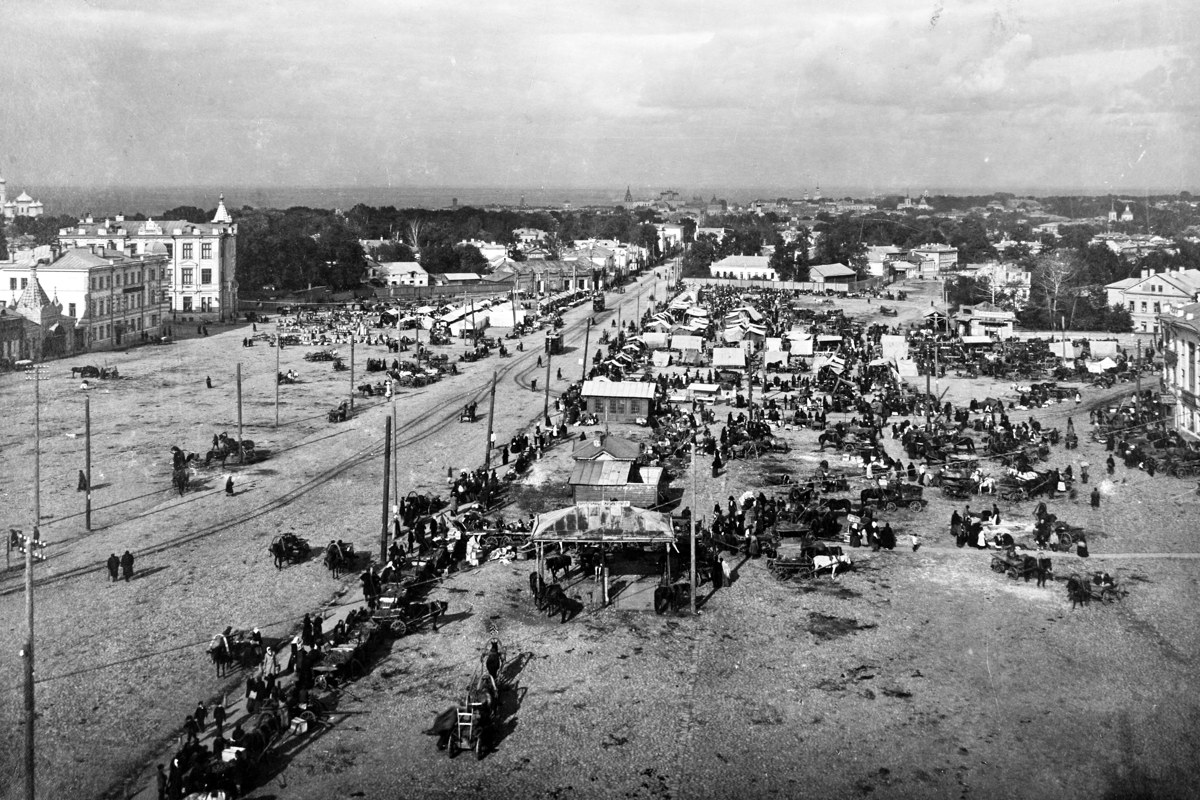
Новобазарная площадь в сторону Кремля, 1910 год

Особую роль в закреплении границ площади сыграло возведение на ней здания второго тюремного острога с арестантской ротой (в советское время — Высшая школа милиции) и детского приюта графини О. В. Кутайсовой между  Новой и Готмановской улицами. Тем не менее, вплоть до XX века площадь имела второстепенный, окраинный характер в застройке города.
В конце XIX века по средам на территории площади проходил самый многолюдный в нагорной части базар. Крестьяне из окрестных деревень часто приезжали накануне и устраивались на ночлег под открытым небом. В советские времена рынок был передвинут в сторону современной улицы Белинского и получил наименование «Средной».
В советский период площадь была переименована в Площадь 1 мая. В 1937 году был принят генеральный план Нижнего Новгорода, разработанный специалистами «Ленгипрогора». В работе также принимали участие нижегородские архитекторы Николай Ушаков и Святослав Агафонов, которые также проводили работы по проектированию площади Горького. Вариант застройки площади Агафонова от 1939 года, разработанный в архитектурно-планировочной мастерской управления Горсовета под руководством Ушакова, был выполнен к классическом стиле и выражал стремление к симметрии и монументальности. Площадь должны были формировать крупные общественные здания, при этом сохранялась сетка примыкающих исторических улиц.
В 1939 году был объявлен всесоюзный конкурс на проект памятника писателю Максиму Горькому для Москвы, города Горького и Ленинграда. Жюри выбрало для города Горького проект скульптора Веры Мухиной, которая была лично знакома с писателем. Памятник был выполнен в том же году, но работы по сооружению монумента были прерваны начавшейся Великой Отечественной войной. Торжественное открытие памятника состоялось только 2 ноября 1952 года. Проект постамента из блоков чёрного гранита разработали архитекторы Виктор Лебедев и Павел Штеллер.
Работы по реконструкции площади также проводились после Великой Отечественной войны. Городской архитектор Юрий Бубнов писал в воспоминаниях: «В 1951 году началась реконструкция площади М. Горького. На площади разбит большой сквер. В верхней его части на пересечении осей четырех улиц установлен памятник писателю М. Горькому. …Площадь предполагалось застроить шести-, семиэтажными жилыми домами в стиле итальянского Возрождения, а угол ул. Горького и Новой закрепить 16-этажной башней со шпилем. Однако в 1954 году по этому проекту был построен только один дом № 2 с книжным магазином в первом этаже».
В 1952 году проект застройки площади был выполнен архитекторами Николаем Ушаковым, Леонидом Нифонтовым и главным архитектором города Семёном Новиковым. В 1953 году параллельно были выполнены ещё два проекта, на основе предложений архитектора Дмитрия Олтаржевского: вариант отдела по делам архитектуры Горсовета г. Горького (архитекторы В. Я. Фогель, В. Н. Рымаренко) и вариант Горпроекта (архитектор В. Н. Рымаренко, с использованием эскизов Д. Г. Олтаржевского). В 1953—1954 годах был представлен альтернативный вариант застройки архитектора Е. А. Окишева. Все проекты предполагали застройку площади помпезными классицистическими зданиями, с башнями, арками, колоннами и портиками.
4 ноября 1955 года вышло постановление ЦК КПСС «Об устранении излишеств в проектировании и строительстве» и в 1960-х годах в советской архитектуре доминировал стиль модернизм. В данный период было разработано шесть вариантов застройки, которые были близки по принципу решения обстройки площади безликими типовыми 8—9-этажными домами со встроенными магазинами в первом этаже. Некоторые из проектов были частично реализованы: например, был выстроен дом по проекту архитектора Владимира Орельского, выходящий на улицу Звездинку, впоследствии надстроенный на два этажа. Композиционное завершение площади в советский период было связано с возведением в 1983 году здания Промстройпроекта по проекту архитектора Юрия Осина, ставшего высотным акцентом территории.

## Основные достопримечательности

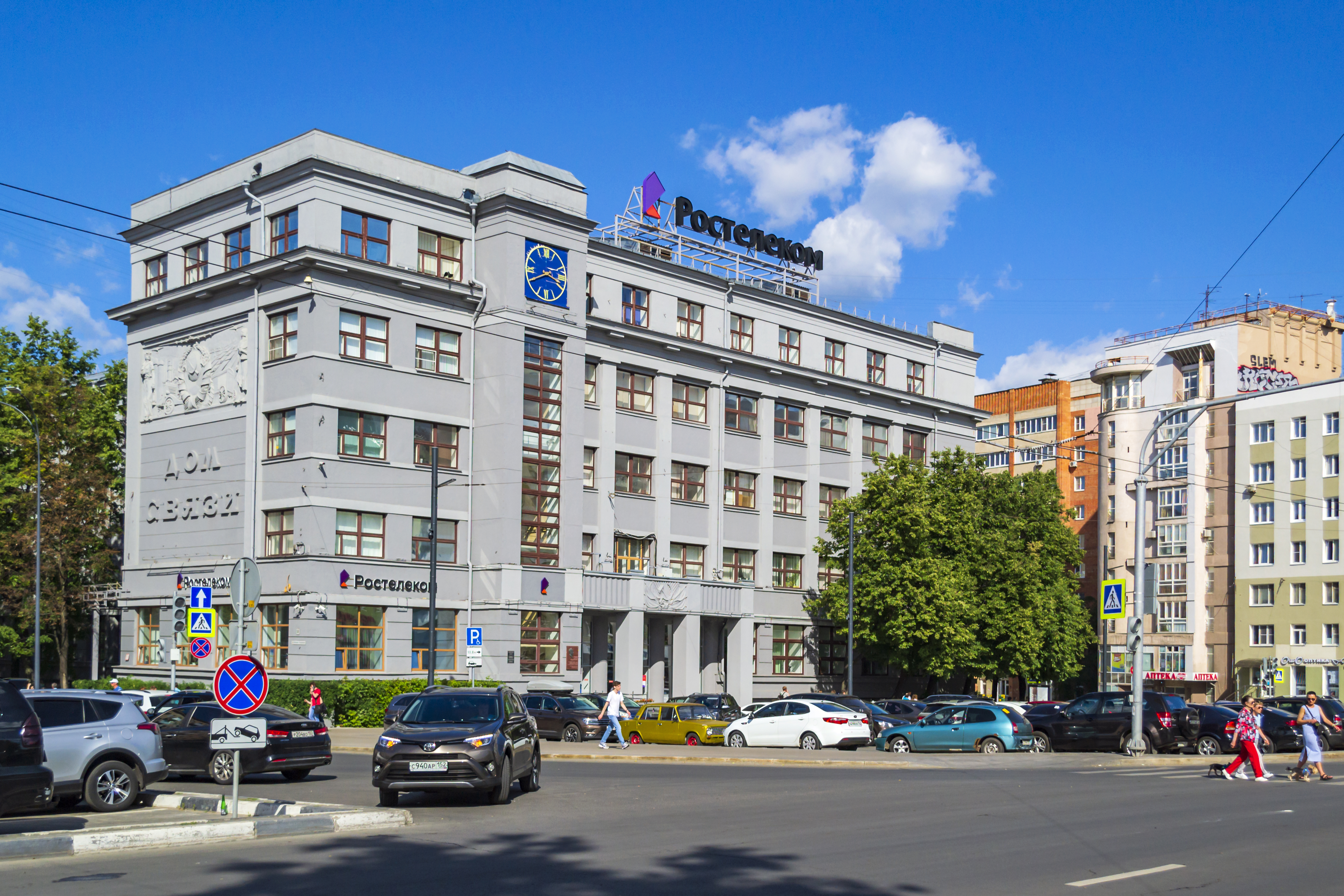
Главпочтамт — Дом связи

- д. 3/1 — Городское начальное училище имени императора Александра II
- Памятник Максиму Горькому (скульптор В. И. Мухина, архитекторы П. П. Штеллер и В. В. Лебедев);
- Главпочтамт — Дом связи;

## Транспортная развязка
Метрополитен:
- Горьковская

Автобусы:

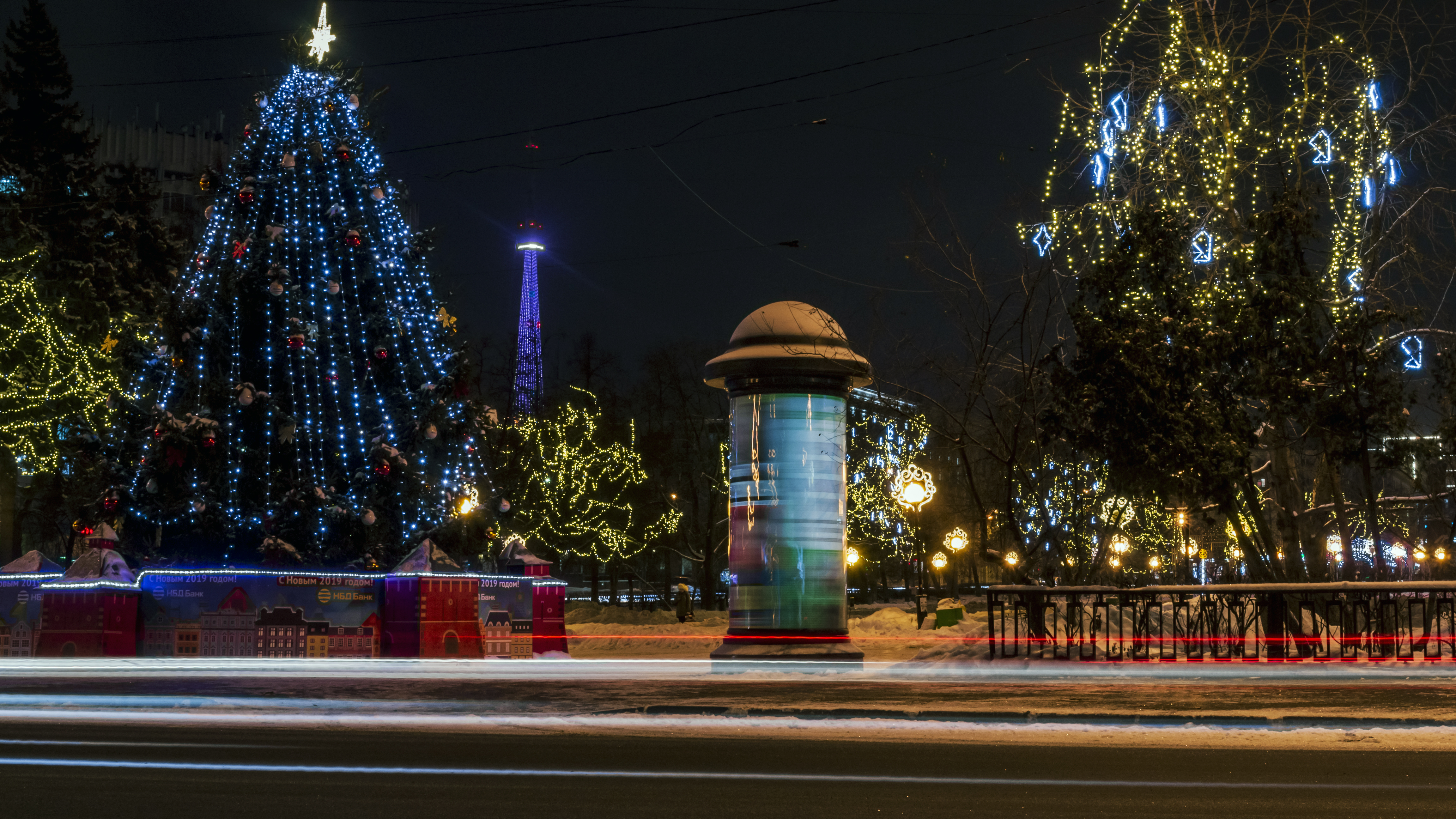
Новогодняя ёлка на площади

- № 1 «Площадь Минина и Пожарского — ЖК „Окский берег“»
- № 5 «Площадь Горького — слобода Подновье»
- № 16 «Площадь Горького — ул. Родионова — Кузнечиха-2»
- № 26 «Улица Долгополова — ул. Бекетова — Кузнечиха-2»
- № 30 «Площадь Горького — пос. Черепичный»
- № 40 «Верхние Печёры — мкр. Юг»
- № 41 « Стрелка — мкр. Цветы»
- № 42 «Площадь Горького — Площадь Комсомольская»
- № 43 «Улица Долгополова — автовокзал „Щербинки“»
- № 45 «Верхние Печёры — ЗКПД-4»
- № 58 «Улица Деловая — Улица Космическая»
- № 64 «Улица Усилова — Соцгород-2»
- № 68 «Площадь Минина и Пожарского — Улица Космическая»
- № 80 «Улица Долгополова — Анкудиновское шоссе — Кузнечиха-2»

Троллейбус:
- № 9 «Площадь Горького — пл. Свободы — Кузнечиха-2»
- № 31 «Площадь Минина и Пожарского — Щербинки-2»

Маршрутные такси:
- № т18 «Завод "Лазурь" — Верхние Печёры»
- № т34 «Улица Долгополова — пл. Свободы — ЖК "Новая Кузнечиха"»
- № т37 «Площадь Горького — Ж/Д станция Петряевка»
- № т57 «Верхние Печёры-5 — Красное Сормово»
- № т74 «Улица Долгополова — пл. Минина и Пожарского — Верхние Печёры»
- № т97 «Верхние Печёры — Мостотряд»

## Прежние наименования
- Новая площадь
- Арестантская площадь
- Новобазарная площадь
- Площадь им. Первого мая